# Nomura Cup
De Nomura Cup is de trofee van het Asia-Pacific Amateur Golf Team Championship. Het toernooi wordt om het jaar gespeeld, net als het European Amateur Team Championship. De organisatie is in handen van de  Asia-Pacific Golf Confederation. In 2013 werd de 26ste editie gespeeld.
Het idee om dit toernooi op te richten ontstond in Japan tijdens de Eisenhower Trophy van 1961. Het zou gaan om een toernooi tussen Japan, China en de Filipijnen. Shun Nomura, vicepresident van de Japan Golf Association, stelde de trofee ter beschikking. Na de laatste ronde kwamen de drie landen samen en richtten de Amateur Golf Confederation of Asia op. In 1967 werd de naam ervan veranderd in Asia Golf Confederation.
De teams bestond het eerste jaar uit zes spelers en daarna uit vier spelers. Sinds 1967 tellen bij iedere ronde slechts de beste drie scores mee voor de teamscore.  Er worden vier rondes van 18 holes gespeeld.
Vanaf 1969 werden er meer landen toegelaten. Tegenwoordig doen de volgende 26 landen mee: Arabische Emiraten, Australië, Bahrain, Bhutan, China, Fiji, Filipijnen, Guam, Hongkong, India, Indonesië, Iran, Japan, Kirgistan, Maleisië, Mongolië, Myanmar, Nepal, Nieuw-Zeeland, Pakistan, Qatar, Singapore, Taipei, Thailand, Vietnam en Zuid-Korea.

## Winnaars
| Jaar | Baan                                        | Winnend team   | Score | Winnaar individueel              | Teamleden                                                                                                  | Uitslag & info | Uitslag & info |
| ---- | ------------------------------------------- | -------------- | ----- | -------------------------------- | --- | -------------- | -------------- |
| 1963 | Wack Wack G&CC Filipijnen                   | Japan          | 1544  |                                  | Yoshikane Hirose , Kiyoshi Ishimoto Noriyuki Miyoshi, Nomoto Nabeshima Hiroyasu Tomita, Takayuki Yoshikawa |                | 3 landen       |
| 1965 | Nikko CC Japan                              | Japan          | 876   |                                  | Yoshikane Hirose, Masahiko Mikami Ginjiro Nakabe, Akihiro Teramoto                                         |                | 3 landen       |
| 1967 | Taiwan GC China                             | China          | 861   |                                  | Chen Chien-chin, Ho Ming-chung Hsu Sheng-san, Shay Yi-shiong                                               |                | meer landen    |
| 1969 | Seoul CC Zuid-Korea                         | China          | 891   |                                  | Chen Chien-chi, Ho Ming-chung Chang Tung-chan, Lee Cheng-hsiung                                            |                |                |
| 1971 | Wack Wack GCVC Filipijnen                   | Japan          | 894   |                                  | Tsutomu Irie, Zenjiro Takano Nobuo Takahashi, Michio Mori                                                  |                |                |
| 1973 | Jakarta GCG Indonesië                       | India          | 876   |                                  | P K Pitamber, P G Sethi Vikramjit Singh, Laksman Singh                                                     |                |                |
| 1975 | Japan                                       | Japan          | 850   |                                  | Ginjiro Nakabe, Michio Mori Tetsuo Sakata, Masahiro Kuramoto                                               |                |                |
| 1977 | Maleisië                                    | Chinees Taipei | 865   |                                  | Tze-Ming Chen, Tze-Chung Chen Hsi-Chuen Lu, Chien-Teng Tsao                                                |                | 10 landen      |
| 1979 | Singapore Island CC Singapore               | Japan          | 850   |                                  | B Nakabe, Y Hagawa N Yuhara, M Naito                                                                       |                |                |
| 1981 | Royal Calcutta Golf Club India              | Japan          | 879   |                                  | Tetsuo Sakatam Masayuki Naito Kazuhiko Kato, Taichiro Kanatani                                             |                |                |
| 1983 | Nam Seoul CC Zuid-Korea                     | China          | 869   |                                  | Ching-chi Yuan, Wen-chen Li Chung-jen Lai, Chin-han Yu                                                     |                |                |
| 1985 | Royal Adelaide Golf Club Australië          | Australië      | 874   |                                  | Bradley King, Brett Ogle, Craig Parry, Gerard Power                                                        |                |                |
| 1987 | Royal Hua Hin Golf Club Thailand            | Japan po       | 877   |                                  | Tetsuo Sakata, Takahiro Nakagawa Tomio Otomo, Kazuyoshi Yonekura                                           |                |                |
| 1989 | Taiwan GC Taiwan                            | Japan          | 887   |                                  | Ryoken Kawagishi, Shigeki Maruyama Kiyotaka Pie, Tetsuo Sakata                                             |                |                |
| 1991 | Wack Wack GC Filipijnen                     | Australië      | 883   |                                  | Robert Allenby, Stephen Collins Stephen Leaney, Lucas Parsons                                              |                |                |
| 1993 | Royal Selangor Golf Club Maleisië           | Australië      | 852   |                                  | David Bransdon, Stephen Collins Jason Dawes, Chris Jones                                                   |                |                |
| 1995 | Russley GC Nieuw-Zeeland                    | Nieuw-Zeeland  | 889   |                                  | Richard Best, Hadyn Morgan Martin Pettigrew, David Somervaille                                             |                |                |
| 1997 | Hong Kong Golf Club Hong Kong               | Chinees Taipei | 829   |                                  | Kao Bo-song, Su Chin-jung Chan Yih-shin, Lin Wen-ko                                                        |                |                |
| 1999 | Lahore Gymkhana GC Pakistan                 | Australië      | 845   |                                  | Scott Gardiner, Brad Lamb, Wayne Perske, Brett Rumford                                                     |                |                |
| 2001 | Wu Yi Fountain Palm GC China                | Australië      | 814   |                                  | Andrew Buckle, Steven Bowditch, Marcus Fraser, Luke Hickmott                                               |                |                |
| 2003 | Links GC, QLD, Australia                    | Australië      | 852   |                                  | Nick Flanagan, Richard Moir, James Nitties, Michael Sim                                                    |                |                |
| 2005 | Narita GC Narita, Japan                     | Australië      | 814   |                                  | Won Jon Lee, Andrew Dodt Michael Sim, Andrew Tampion                                                       |                |                |
| 2007 | Sunrise GCC Taiwan                          | Australië      | 882   |                                  | Rick Kulacz, Andrew Dodt Tim Stewart, Rohan Blizard                                                        |                |                |
| 2009 | Nam Seoul Country Club Seoul, Zuid-Korea    | Zuid-Korea     | 846   | Chang-Won Han                    | Meen-Whee Kim, Chang-Won Han Jung-Ho Yoon, Kyung-Hoon Lee                                                  |                |                |
| 2011 | Denarau Golf & Raquet Club                  | Australië      | 840   | Cameron Smith Li Haotong         | Marika Batibasaga, Daniel Bringolf Jake Higginbottom, Cameron Smith                                        | Team           | Individueel    |
| 2013 | Santiburi Country Club Chiang Rai, Thailand | Australië      | 828   | Geoff Drakeford Taylor MacDonald | Cameron Davis, Geoff Drakeford, Taylor MacDonald en Aaron Wilkin                                           | Team           | 26 landen      |
| 2015 | Yas Links Abu Dhabi, UAE                    | Japan          |       |                                  | |                |                |